# John Jensen
John Jensen (Copenaghen, 3 maggio 1965) è un allenatore di calcio ed ex calciatore danese, di ruolo centrocampista. Campione d'Europa con la Nazionale danese nel 1992.

## Carriera

### Giocatore

#### Club
Jensen ha iniziato a giocare con il Brøndby, squadra in cui ha militato per tre diversi periodi e con cui ha vinto 7 campionati danesi.
Nel 1988 si è trasferito in Germania all'Amburgo, e due anni più tardi è tornato al Brøndby. Nel 1992 è passato all'Arsenal con cui ha vinto una FA Cup e una Coppa di Lega nella stessa stagione e la Coppa delle Coppe in quella successiva. Dopo una scandalo scoppiato attorno al suo agente Rune Hauge e all'allenatore del Gunners George Graham in quanto Graham aveva ricevuto un compenso da Hauge per aver acquistato Jensen e un altro suo assistito, Lydersen, nel 1996 Jensen è ritornato nuovamente al Brøndby.
Nel 1999 ha lasciato la squadra di Brøndby per diventare allenatore-giocatore dell'Herfølge.

#### Nazionale
Jensen con la Nazionale danese conta 69 presenze e 4 gol tra il 1987 e il 1995.
Ha fatto parte della squadra che ha vinto l'Europeo nel 1992 in Svezia, dove ha segnato al 18' il primo gol nella finale contro la Germania, conclusasi poi 2-0 per i danesi.

### Allenatore
Nel 1999 Jensen ha firmato come allenatore-giocatore per l'Herfølge, con cui ha vinto il campionato al primo tentativo. Tuttavia la gioia è durata poco, poiché la stagione successiva la squadra è retrocessa nella seconda serie nazionale.
Dopo questa esperienza è tornato nuovamente al Brøndby, questa volta come assistente di Michael Laudrup, fino al giugno 2006, quando i due non hanno rinnovato il contratto con il club.
Quando nel 2007 Laudrup è stato scelto come allenatore del Getafe, Jensen lo ha seguito ancora come suo assistente fino al 2008.
Nel 2009 è stato ingaggiato dal Randers.
Il 12 gennaio 2011 ha firmato un contratto di sei mesi con Blackburn Rovers per diventare vice direttore e collaborare con Steve Kean. Il 23 maggio 2011, ha firmato un nuovo accordo di un anno per rimanere come assistente di Steve Kean alla Blackburn.
Il 29 settembre 2011, ha lasciato Blackburn Rovers.
L'11 ottobre 2012 è stato nominato consulente per Brøndby IF dal gestore Auri Skarbalius.
Il 27 maggio 2014 è stato nominato nuovo manager del club danese Fremad Amager in sostituzione di Tim Ilsø.
Nel settembre 2018, è stato annunciato che Jensen avrebbe assunto una carica temporanea della squadra nazionale danese, a seguito di una disputa tra la federcalcio danese e giocatori, che ha coinvolto anche l'ex allenatore in carica Åge Hareide. "Quando dico di sì per aiutare è perché mi sento molto forte per la squadra nazionale come istituzione, e perché la cosa più importante deve essere che i giochi saranno giocati dopo tutto", ha detto Jensen. Svolge la sua unica partita da CT in amichevole contro la Slovacchia perdendo 3-0, avendo in campo tutti giocatori dilettanti.

## Palmarès

### Giocatore

#### Club

##### Competizioni nazionali
- Campionato danese: 7

Brøndby: 1987, 1988, 1990, 1991, 1995-1996, 1996-1997, 1997-1998
- Coppa di Lega inglese: 1

Arsenal: 1992-1993
- Coppa d'Inghilterra: 1

Arsenal: 1992-1993

##### Competizioni internazionali
- Coppa delle Coppe: 1

Arsenal: 1993-1994

#### Nazionale
- Campionato d'Europa: 1

Svezia 1992

#### Individuale
- Calciatore danese dell'anno: 1

1987

### Allenatore

#### Club
- Campionato danese: 2

Herfølge: 1999-2000
Brøndby: 2004-2005

#### Individuale
- Allenatore danese dell'anno: 1

2000